# Nigel Cooke (Schauspieler)
Nigel Cooke (* 22. August 1957 in Ghana) ist ein britischer Schauspieler.

## Leben
Cooke begann 1985 mit einer Besetzung in der Fernsehserie Galloping Galaxies! mit dem Fernsehschauspiel. 1997 wirkte er in der Seifenoper Casualty in zwei Episoden als Ken Summers mit. 1999 hatte er als Dr. Podmore zwei Auftritte in der Fernsehserie Silent Witness. 2016 spielte er in vier Episoden der Fernsehserie The Crown die Rolle des Harry Crookshank.
Cooke ist mit der Schauspielerin Sorcha Cusack verheiratet. Das Paar hat zwei Kinder, einen Sohn und eine Tochter. Beth Cooke ist ebenfalls Schauspielerin.

## Filmografie
- 1985: Galloping Galaxies! (Fernsehserie, 4 Episoden)
- 1989: Screen Two (Fernsehserie, Episode 5x01)
- 1990: The Tragedy of Flight 103: The Inside Story (Fernsehdokumentation)
- 1991: The Chief (Fernsehserie, Episode 2x01)
- 1993, 2008: The Bill (Fernsehserie, 3 Episoden, verschiedene Rollen)
- 1994: Between the Lines (Fernsehserie, Episode 3x05)
- 1997: Casualty (Fernsehserie, 2 Episoden)
- 1998: I Just Want to Kiss You (Kurzfilm)
- 1999: Peak Practice (Fernsehserie, Episode 7x03)
- 1999: Silent Witness (Fernsehserie, 2 Episoden)
- 2000: Agatha Christie’s Poirot (Fernsehserie, Episode 7x01)
- 2001: Macbeth (Fernsehfilm)
- 2003: Sons & Lovers (Fernsehfilm)
- 2003: She Stoops to Conquer
- 2006: Casualty 1906 (Fernsehfilm)
- 2007: Oliver Twist (Mini-Fernsehserie, Episode 1x01)
- 2008: Heartbeat (Fernsehserie, Episode 17x11)
- 2008: Casualty 1907 (Fernsehfilm)
- 2010: Forget Me Not
- 2011: Luther (Fernsehserie, Episode 2x02)
- 2012: The Hollow Crown (Fernsehserie, Episode 1x04)
- 2012: Doctor Faustus
- 2013: Shakespeare’s Globe: Henry V
- 2014: Der junge Inspektor Morse (Endeavour, Fernsehserie, 1 Episode)
- 2015: Father Brown (Fernsehserie, Episode 3x12)
- 2015: Wölfe (Wolf Hall) (Fernsehserie, Episode 6x06)
- 2015: Arthur und Merlin (Arthur and Merlin)
- 2015: These Are Better Days (Kurzfilm)
- 2015: New Tricks – Die Krimispezialisten (Fernsehserie, 2 Episoden)
- 2016: Beowulf (Beowulf: Return to the Shieldlands) (Fernsehserie, Episode 1x01)
- 2016: Dark Angel (Fernsehserie, Episode 1x01)
- 2016: The Crown (Fernsehserie, 4 Episoden)
- 2017: Grantchester (Fernsehserie, Episode 3x01)
- 2018: Doctors (Fernsehserie, Episode 19x225)
- 2019: Les Misérables (Mini-Fernsehserie, Episode 1x03)
- 2019: Mousie (Kurzfilm)